# José Castillo Tielmans, Cintalapa
José Castillo Tielmans är en ort i Mexiko.   Den ligger i kommunen Cintalapa och delstaten Chiapas, i den sydöstra delen av landet, 600 km sydost om huvudstaden Mexico City. José Castillo Tielmans ligger 1 038 meter över havet och antalet invånare är 272.
Terrängen runt José Castillo Tielmans är huvudsakligen kuperad. José Castillo Tielmans ligger uppe på en höjd. Runt José Castillo Tielmans är det ganska glesbefolkat, med 30 invånare per kvadratkilometer. Närmaste större samhälle är Cintalapa de Figueroa, 12,6 km söder om José Castillo Tielmans. I omgivningarna runt José Castillo Tielmans växer huvudsakligen savannskog.